# Naga-iwa Rock
Der Naga-iwa Rock (von japanisch 長岩 Naga-iwa, deutsch ‚Langer Fels‘) ist ein markanter Felsvorsprung an der Kronprinz-Olav-Küste des ostantarktischen Königin-Maud-Lands. Er ragt 3 km östlich des Kap Akarui auf.
Kartografiert und fotografiert wurde der Felsen von Teilnehmern der von 1957 bis 1962 dauernden japanischen Antarktisexpedition, die ihn auch deskriptiv benannten. Das Advisory Committee on Antarctic Names übertrug diese Benennung 1968 ins Englische.